# Corinna Menn
Corinna Menn (* 1974 in Tamins) ist eine Schweizer Architektin und Dozentin, bekannt für die Aussichtsplattform Il spir.

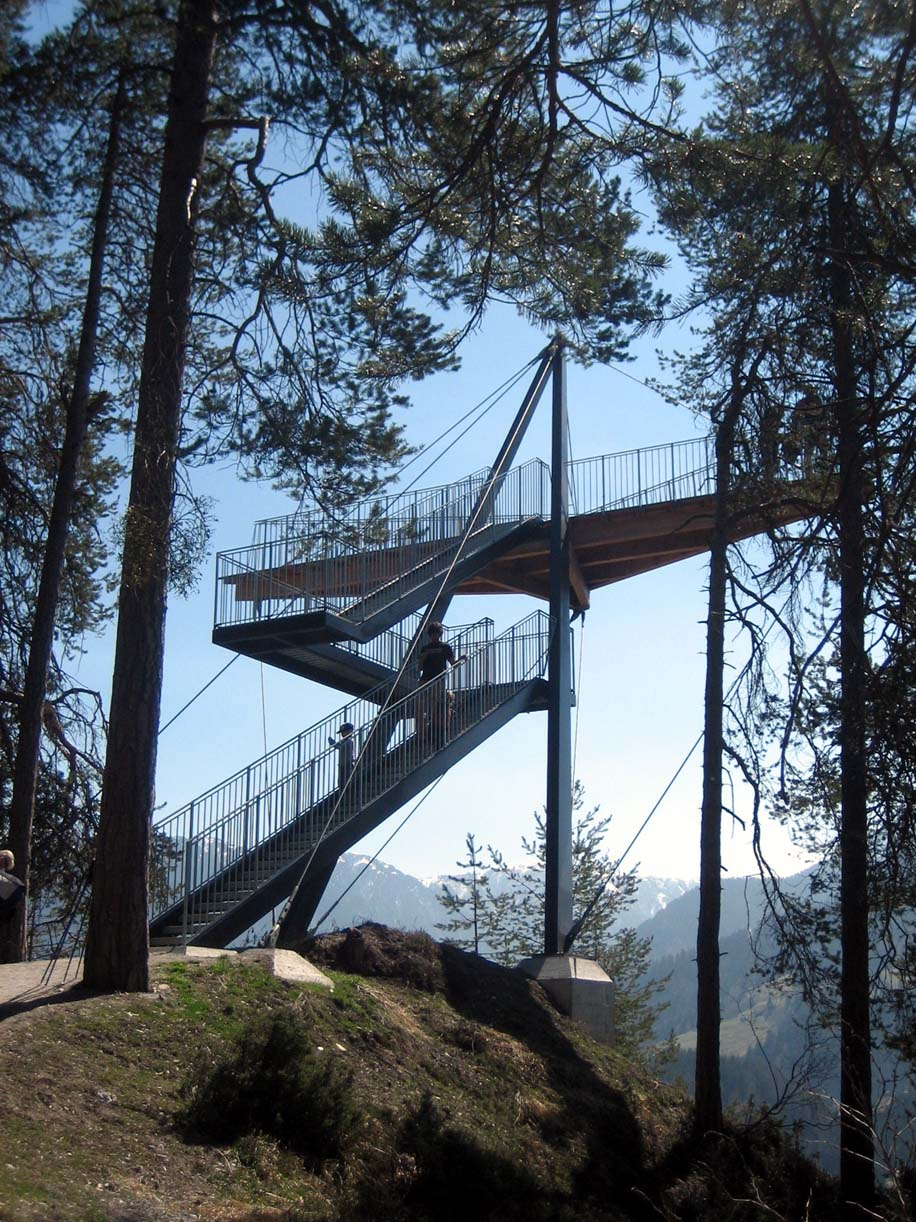
Il spir, Flims

## Werdegang
Corinna Menn wuchs als Tochter des Architekten Hans Peter Menn, dem Bruder von Christian Menn, im Kanton Graubünden auf und studierte zwischen 1994 und 2000 Architektur an der ETH Zürich und der Harvard University. Während des Studiums praktizierte sie bei Hans Kollhoff in Berlin und nach dem Diplom arbeitete sie bei Herzog & de Meuron in Basel. Anschliessend eröffnete Corinna Menn Architekturbüros in Zürich und Chur und lehrte an der Hochschule Luzern, der Universität Liechtenstein und seit 2021 an der ETH Zürich.

## Bauwerke
als Mitarbeiterin bei Herzog & de Meuron:

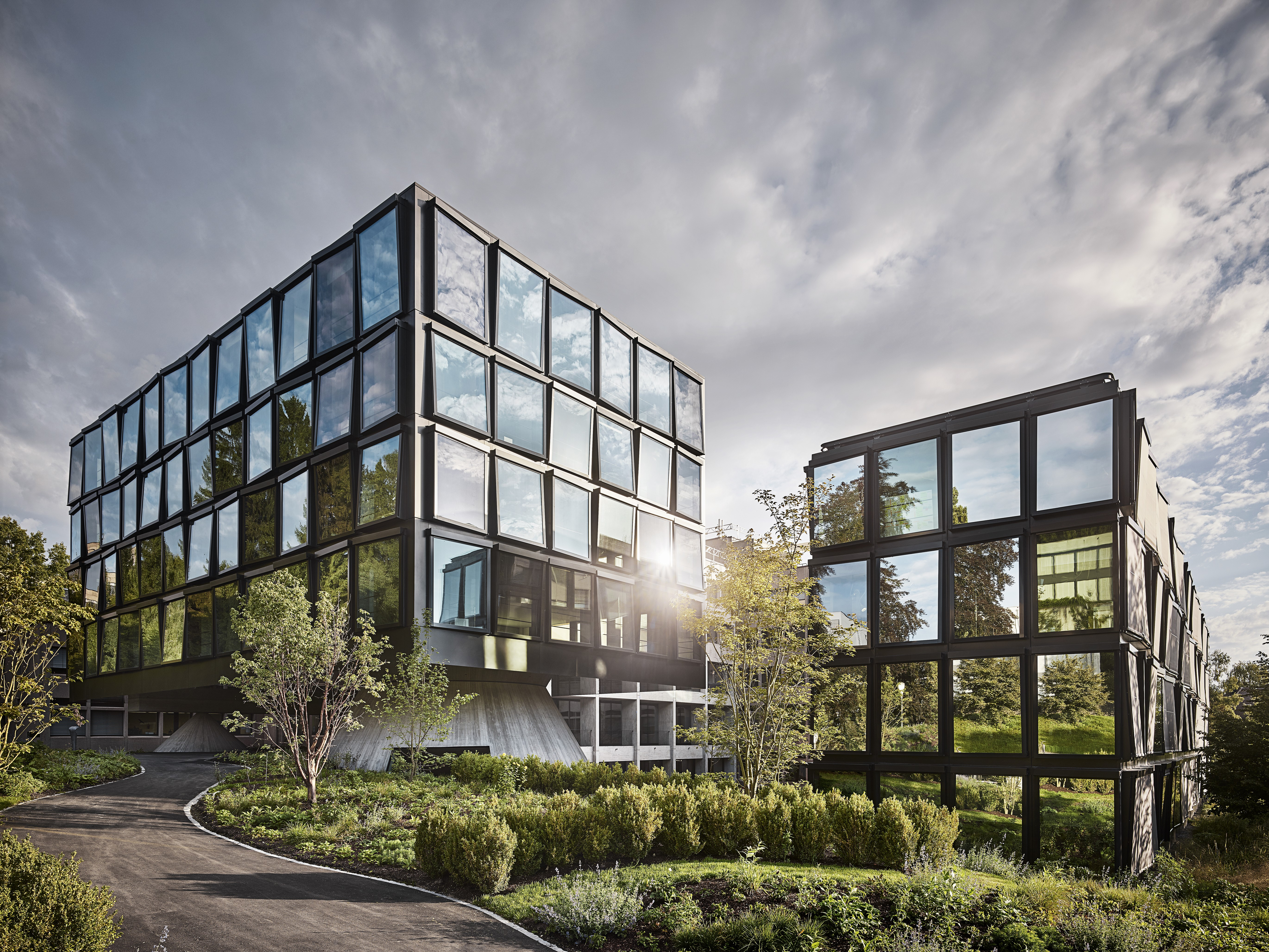
Erweiterung Hauptsitz Gruppe Helvetia Versicherungen, St. Gallen

- Erweiterung Hauptsitz Gruppe Helvetia Versicherungen, St. Gallen[3]

Eigene Bauwerke:

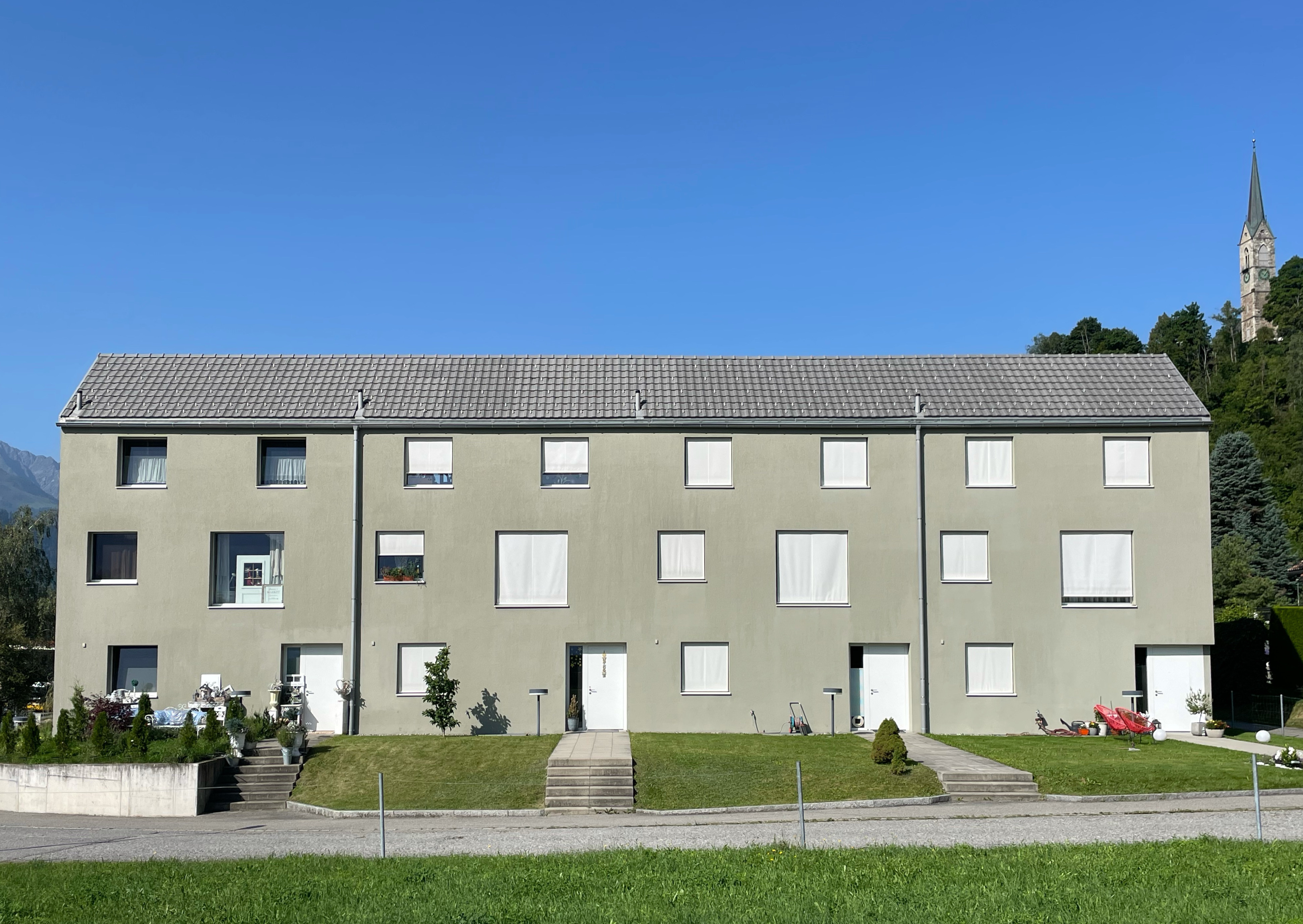
Reihenhäuser Forellenstube, Tamins

- 2001–2006: Behindertenwohnanlage, Scharans
- 2006–2008: Reihenhäuser Forellenstube, Tamins
- 2005–2006: Il spir, Flims
- 2004–2007: Sanierung Schulanlage, Splügen
- 2008–2013: Umbau „Chesa Gabriel“, Samedan mit Edy Toscano[4]
- 2014–2017: Umbau Geschäftshaus Rätia, Davos (von Justus Dahinden)
- 2013–2017: Bürogebäude Unterstrasse, St. Gallen mit Mark Ammann[5]
- 2014–2018: Mehrfamilienhäuser Calandastrasse, Chur

## Auszeichnungen und Preise
- 2005: Förderungspreis der Stadt Chur
- 2007: Anerkennung – Prix Acier für Aussichtsplattform Il spir, Flims[6][7]
- 2013: Auszeichnung für gute Bauten Graubünden für Umbau Chesa Gabriel, Samedan[8][9][10]
- 2014: Best Architects 15 Award in gold für Umbau Chesa Gabriel, Samedan[11][12]
- 2017: Anerkennung – Hase für Bürogebäude, St. Gallen[13]
- 2018: Lobende Erwähnung – Architektur- und Ingenieurpreis erdbebensicheres Bauen für Bürogebäude, St. Gallen

## Akademische Mitarbeiter
- Anna MacIver-Ek
- Alberto Rossi

## Bücher
- Heinz Wirz (Hrsg.): Anthologie 11, Corinna Menn. Quart Verlag, Luzern 2009. ISBN 978-3-03761-011-4
- Bündner Heimatschutz (Hrsg.): Bauen in Graubünden. Ein Architekturführer zu 100 zeitgenössischen Bauten. Edition Hochparterre 2013, ISBN 978-3-909928-23-1[14]